# Paraniphargoides grimmi
Paraniphargoides grimmi is een vlokreeftensoort uit de familie van de Pontogammaridae. De wetenschappelijke naam van de soort is voor het eerst geldig gepubliceerd in 1896 door Sars.